# Michail Eisenstein

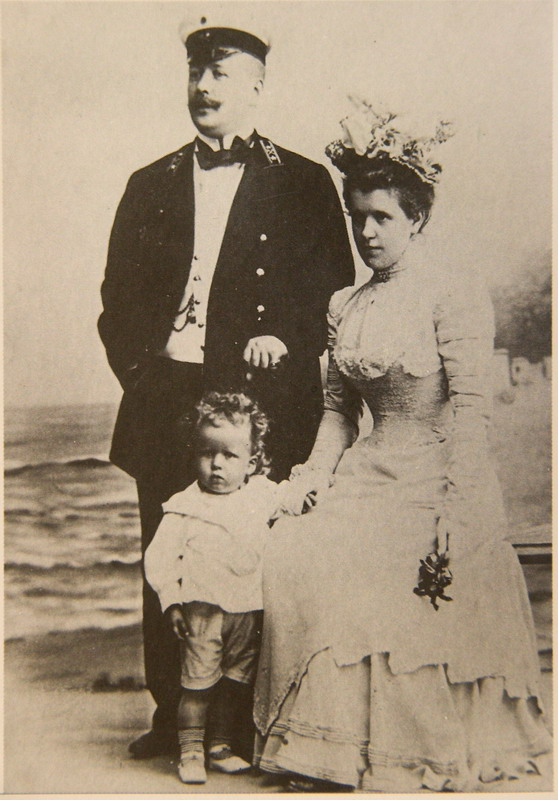
Vader Michail Eisenstein, moeder Julia Konezkaja en zoon Sergej Eisenstein

Michail Osipovich Eisenstein (Bila Tserkva, 5 september 1867 (17 september in de gregoriaanse kalender) - Berlijn, 1 juli 1920) was een Russische architect en de vader van de Sovjet-Russische filmregisseur Sergej Eisenstein.

## Biografie
Michail Eisensteins voorouders waren joods-Baltische Duitsers, maar hij bekeerde zich tot het Russisch-orthodoxe geloof. Na in 1893 zijn architectuurdiploma behaald te hebben werd hij stadsarchitect van Riga, dat een groeispurt meemaakte, waar hij in totaal 50 bouwwerken heeft gerealiseerd voor vooral de rijke bourgeoisie en daarmee het huidige stadsbeeld van de Nieuwe Stad van de Letse hoofdstad grondig heeft vorm gegeven. Na de eerste jaren in Riga in historiserende stijlen ontworpen en gebouwd te hebben, sloot hij zich rond het fin de siècle aan bij de stijl jugendstil, terwijl voorheen het neoclassicisme van Sint-Petersburg domineerde, waarmee hij als vernieuwend beschouwd mag worden. Daarnaast is Eisenstein in zijn ornamenten beïnvloed door het symbolisme.
In 1915 werd Eisenstein benoemd tot adviseur van staat, waarmee hij tevens tot de adel toetrad. Met de Russische Revolutie in 1917 sloot Michail zich dus ook aan bij de Witten, in tegenstelling tot zijn rode zoon, en moest daarom uiteindelijk vluchten naar Berlijn waar hij in 1920 stierf. Na de val van de Sovjet-Unie is er weer geld om een deel van zijn gebouwen te restaureren.

## Trivia
Op de Alberta iela 2a in de Nieuwe Stad van Riga bouwde Michail als ornamenten twee sfinxen die zijn zoon Sergej als kind overtekende en later hiernaar verwees in de scène met de trappen van Odessa in de film Pantserkruiser Potjomkin. In ditzelfde huis woonde ook de filosoof Isaiah Berlin.

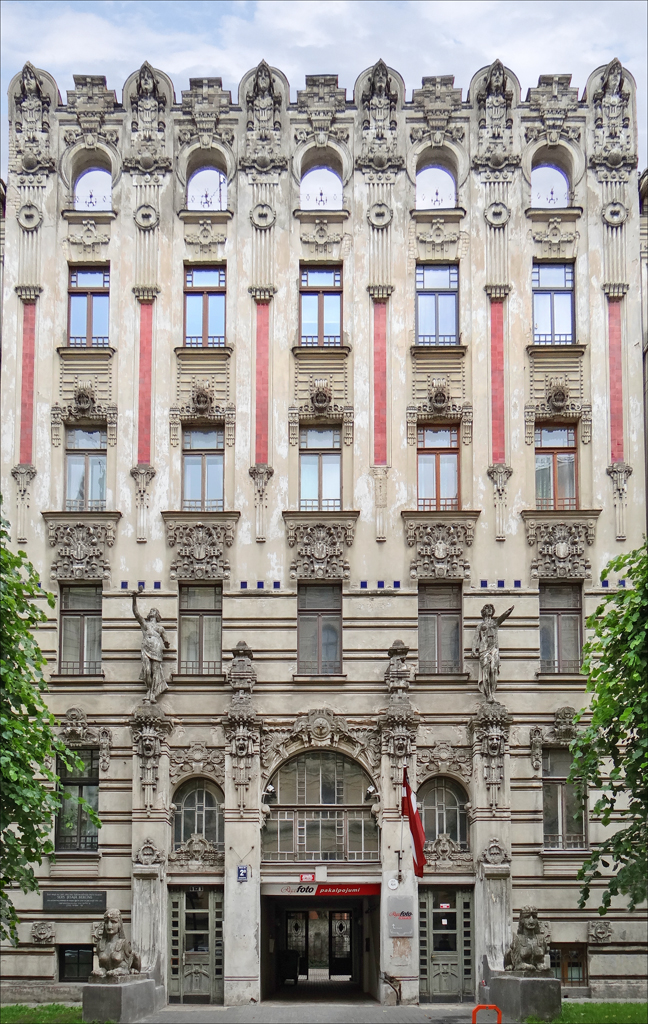
Alberta iela 2a